# Формула Гревіля
Формула Гревіля дозволяє обчислити псевдообернену матрицю {\displaystyle \ A^{+}} для матриці {\displaystyle A\in \mathbb {C} ^{m\times n}} скінченним ітераційним способом.
На k-тій ітерації обчислюється {\displaystyle A_{k}^{+},} де {\displaystyle \ A_{k}} — матриця з перших k стовпців матриці {\displaystyle \ A.}
Запишемо {\displaystyle \ A_{k}} у вигляді
{\displaystyle A_{k}={\begin{bmatrix}A_{k-1}&a_{k}\end{bmatrix}},}
де
{\displaystyle \ a_{k}} — k-тий стовпець матриці {\displaystyle \ A,\quad k={\overline {1,n}}.}
Позначимо також:
{\displaystyle \ d_{k}=A_{k-1}^{+}a_{k}}
{\displaystyle \ c_{k}=a_{k}-A_{k-1}d_{k}=(I_{m}-A_{k-1}A_{k-1}^{+})a_{k}}
Тоді:
{\displaystyle A_{k}^{+}={\begin{bmatrix}A_{k-1}^{+}-d_{k}b_{k}^{*}\\b_{k}^{*}\end{bmatrix}},}
де
{\displaystyle b_{k}^{*}=\left\{{\begin{matrix}c_{k}^{+},&c_{k}\neq 0;\\(1+d_{k}^{*}d_{k})^{-1}d_{k}^{*}A_{k-1}^{+},&c_{k}=0.\end{matrix}}\right.}